# Rhynchosteres clypeatus
Rhynchosteres clypeatus är en stekelart som först beskrevs av John Colburn Bridwell 1919.  Rhynchosteres clypeatus ingår i släktet Rhynchosteres och familjen bracksteklar. Inga underarter finns listade i Catalogue of Life.